# Tomáš Čapek
Tomáš Čapek (anglicky Thomas Capek, 6. prosince 1861 Chrášťovice – 28. března 1950 New York) byl český emigrant a kronikář české emigrace ve Spojených státech amerických.

## Život
Tomáš Čapek se narodil dne 6. prosince 1861 v Chrášťovicích u Strakonic jako nejmladší ze sedmi dětí. Studoval v Písku a Strakonicích. V roce 1879 odešel do Spojených států za svými staršími bratry, kteří mu pomáhali sžít se s americkým prostředím a zdokonalit se v angličtině, především pak novinář Jan Vratislav Čapek.
Působil jako redaktor v několika novinách jako např. Patriot (New York), Pokrok Západu či později Bohemian Voice (Omaha). Univerzitní studia absolvoval v Ann Arbor a na Kolumbijské univerzitě, kde absolvoval práva. Posléze působil v české komunitě v Omaze ve státě Nebraska. Stal se členem Demokratické strany a po jistou dobu zastával pozici poslance státu Nebraska. Nakonec se však definitivně usadil v New Yorku a v mnoha svých dílech vyprávěl právě o tomto největším americkém městě a jeho českých obyvatelích. Od roku 1910 byl funkcionářem české banky Bank of Europe. Toto zaměstnání mu umožňovalo zaměřit se na literární činnost. Ve vedení finančního ústavu působil až do 1932, kdy banka v důsledku velké hospodářské krize zkrachovala. Významně podporoval českou krajanskou komunitu v USA, zasloužil se mj. o vybudování České knihovny v New Yorku. Finančně přispíval na rozvoj rodiště, kde 1923 zřídil obecní knihovnu. V roce 1929 se stal členem Královské české společnosti nauk v Praze. Aktivně se účastnil odboje za první světové války usilující o vznik samostatného Československa.
Věnoval se osudům pobělohorského emigranta do Ameriky Augustina Heřmana a inicioval založení osady Bohemian Manor v Marylandu na místě, které bylo Heřmanovým majetkem.

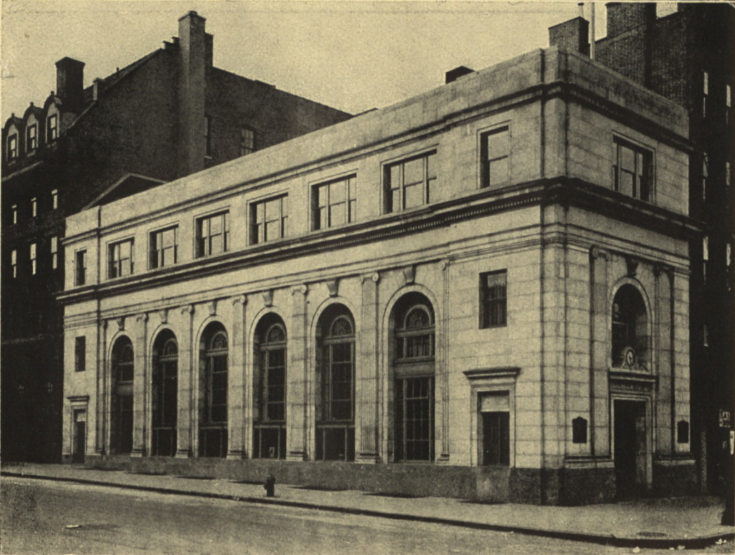
Budova Bank of Europe v New Yorku

Tomáš Čapek zemřel 28. března 1950 v New Yorku ve věku 88 let.

### Rodinný život
Manželkou Tomáše Čapka byla Anna Vostrovská z Cedar-Rapids, dcera Jaroslava Vostrovského, jednoho ze zakladatelů prvního sokolského spolku v USA. Jejich syn Thomas působil jako právní poradce Tomáše Garrigua Masaryka v době jeho amerického pobytu.

## Dílo
Ve svém díle se Tomáš Čapek často zaměřoval na popis života krajanů v USA. Mezi jeho nejznámější díla patří:
- The Čechs (Bohemians) in America
- The Cech Community of New York
- Moje Amerika - vzpomínky a úvahy - (1861-1934)[8]
- Památky českých emigrantů v Americe : příspěvek k dějinám česko-amerického vystěhovalectví
- Padesát let českého tisku v Americe (1911)
- Naše Amerika

Psal i díla, která se nevěnovala americké tematice, jako:
- The Bohemians under Hapsburg misrule
- The Slovaks of Hungary

Jeho knihy v češtině byly distribuovány i v Čapkově vlasti.
Mezi jeho literární přátele patřili např. Jaroslav Vrchlický, Alois Jirásek, Antal Stašek, August Sedláček, Josef Štolba, Emil Tréval a další.